# Palacasoria Domenico D'Alise
Il PalaCasoria Domenico D'Alise è un palazzetto dello sport situato a Casoria, nella città metropolitana di Napoli, in Campania. È considerato uno degli impianti sportivi più importanti della regione.

## Storia

### Costruzione e inaugurazione
Il palazzetto dello sport fu inaugurato agli inizi degli anni 2000.

### Periodo di difficoltà
Dopo alcuni anni di attività, il PalaCasoria attraversò un periodo di difficoltà gestionale che portò alla sua chiusura temporanea. La struttura non riuscì ad aprire regolarmente dopo l'affidamento della gestione, risultando non fruibile.

### Ristrutturazione per le Universiadi 2019
Un momento cruciale per l'impianto fu rappresentato dalle XXX Universiadi estive del 2019, tenutesi a Napoli e in Campania. Il Comune di Casoria utilizzò i fondi delle Universiadi per avviare i lavori di manutenzione straordinaria.
Durante le Universiadi 2019, il PalaCasoria ospitò le gare di taekwondo.

### Riapertura e gestione attuale
Nel maggio 2022 il palazzetto riaprì in modo permanente.

## Intitolazione a Domenico D'Alise
Il palazzetto è intitolato a Domenico D'Alise, campione di taekwondo nato a Casoria il 16 giugno 1970 e scomparso prematuramente nel 2019.
La cerimonia di intitolazione del PalaCasoria al Maestro Domenico D'Alise si tenne sabato 14 dicembre 2019 alle ore 9:00, dando il via ai Campionati Italiani Cinture Nere 2019.

## Caratteristiche tecniche
L'impianto attualmente può ospitare una capienza di 2500 posti a sedere. La struttura presenta due campi: uno molto spazioso in parquet con due canestri, mentre il campo "B" è più piccolo e di solito viene utilizzato per il minibasket.
Il PalaCasoria è una struttura di proprietà comunale, che comprende una piscina ed un palazzetto dello sport.

## Utilizzo attuale

### Discipline sportive
La struttura ospita regolarmente eventi di taekwondo di livello nazionale, in onore del campione a cui è intitolata. Nel marzo 2024 ha ospitato un importante evento nazionale di Taekwondo WT.